# Брієнцвілер
Брієнцвілер (нім. Brienzwiler) — громада  в Швейцарії в кантоні Берн, адміністративний округ Інтерлакен-Обергаслі.

## Географія
Громада розташована на відстані близько 55 км на південний схід від Берна.
Брієнцвілер має площу 17,6 км², з яких на 2,9% дозволяється будівництво (житлове та будівництво доріг), 30,8% використовуються в сільськогосподарських цілях, 33,4% зайнято лісами, 32,8% не є продуктивними (річки, льодовики або гори).

## Демографія
2019 року в громаді мешкало 473 особи (-7,4% порівняно з 2010 роком), іноземців було 10,8%. Густота населення становила 27 осіб/км².
За віковим діапазоном населення розподілялося таким чином: 14,6% — особи молодші 20 років, 60,3% — особи у віці 20—64 років, 25,2% — особи у віці 65 років та старші. Було 245 помешкань (у середньому 1,9 особи в помешканні).
Із загальної кількості 135 працюючих 23 було зайнятих в первинному секторі, 27 — в обробній промисловості, 85 — в галузі послуг.